# Dancing with Crime
Pour plus de détails, voir Fiche technique et Distribution.
Dancing with Crime est un film britannique réalisé par John Paddy Carstairs, sorti en 1947.

## Synopsis
Ted Peters, un chauffeur de taxi, enquête sur la mort de son ami d'enfance Dave Robinson, retrouvé à l'arrière de son taxi. Comme Ted avait auparavant emmené Dave dans un dancing, Joy, la petite amie de Ted, obtient un emploi d'hôtesse afin d'enquêter davantage. L'endroit sert de couverture à un gang qui fait du marché noir, dirigé par M. Gregory et Paul Baker. Quand Ted semble s'approcher trop près, le gang, qui ne connaît toujours pas son lien avec Joy, tente de le faire tuer, mais il survit. Joy entend le gang préparer un cambriolage dans un entrepôt et en informe Ted. Ce dernier empêche le gang de mener à bien le raid et Baker est arrêté. Gregory découvre qui est Joy et la prend en otage lorsqu'il tente de fuir, mais Ted arrive et l'arrête après une lutte.

## Fiche technique
- Titre original : Dancing with Crime
- Réalisation : John Paddy Carstairs
- Scénario : Brock Williams
- Direction artistique : Harry Moore
- Costumes : Dorothy Sinclair
- Photographie : Reginald Wyer
- Son : H.C. Pearson
- Montage : Eily Boland
- Musique : Benjamin Frankel
- Production : James A. Carter
- Production associée : Anthony Nelson Keys
- Production exécutive : A.R. Shipman
- Société de production : Coronet Films, Alliance Films
- Société de distribution : Paramount British Pictures
- Pays de production :  Royaume-Uni
- Langue originale : anglais
- Format : Noir et blanc  — 35 mm — 1,37:1 — son mono
- Genre : Film dramatique, Film policier, Thriller, Film noir
- Durée : 83 minutes
- Date de sortie : 
  - Royaume-Uni : 25 juin 1947

## Distribution
- Richard Attenborough : Ted Peters
- Barry K. Barnes : Paul Baker
- Sheila Sim : Joy Goodall
- Garry Marsh : Sergent Murray
- John Warwick : Inspecteur Carter
- Judy Kelly : Toni Masters
- Barry Jones : Gregory
- Bill Owen : Dave Robinson
- Cyril Chamberlain : Sniffy
- Peter Croft : Johnny

## Bande originale ou chansons du film
- Bow Bells are London Bells : musique de Ben Bernard, lyrics de Harold Purcell